# Волво S90
Волво S90 је луксузна лимузина шведског произвођача аутомобила Волво, којег производи од 2016. године. Његова караванска верзија се зове Волво V90.

## Историјат
Први пут је представљен јавности на салону аутомобила у Детроиту јануара 2016. године. Дизајн модела S90 је добро прихваћен, освојивши награду Production Car Design of the Year за 2015-у годину. Караванска верзија V90 је представљена марта исте године на салону аутомобила у Женеви. Пред сајам у Паризу 2016. представљен је модел V90 Cross Country, караван са теренским способностима. S90 се производи у погону Торсланда у Шведској и у Даћингу у Кини. У Кини се производи и најлуксузнија верзија S90 са ознаком Excellence која је доступна само на кинеском тржишту. Продаје се искључиво са хибридним погонским системом укупне снаге од 407 КС.
Иако није директан наследник друге генерације S80, S90 замењује га као водећег седана у Волво постави. S90 се знатно разликује од претходника. Постављен је на нову SPA механичку платфому представљену на теренцу XC90 од кога је преузео и моторе укључујући и хибридну верзију од 407 КС. Традиционално је опремљен са разним безбедносним системима, од којих се издваја Pilot Assist који омогућава возилу да се на ауто-путу задржи у оквиру траке којом се креће. Опремљена је и технологијом којом открива присуство великих животиња на путу испред возила.
S90 и V90 су опремљени само са четвороцилиндричним моторима од 2000 кубика. Бензински мотори имају 249, 254 и 320 коњских снага, а дизели 150, 190 и 235 коњских снага. Хибридни мотор има 320 КС са електромотором од 64 kW (87 КС, укупно 407 КС).

## Галерија
- S90
- S90
- V90
- V90